# Arato di Sicione
Àrato di Sicione (in greco antico: Ἄρατος?, Àratos; Sicione, 271 a.C. – Aigio, 213 a.C.) è stato un politico, militare e storico greco antico, per diciassette volte stratego della lega achea (inclusa la carica eccezionale di stratego autocrate esercitata nel 225 - 224 a.C.).
Rimasto orfano all'età di sette anni durante un colpo di Stato contro suo padre Clinia, Arato entrò sulla scena politica all'età di venti anni, quando scacciò il tiranno Nicocle che, appoggiato dai Macedoni, deteneva il potere nella sua città natale. Diresse la lega achea nel periodo 245-213 a.C., di cui per 16 volte fu eletto stratego e la portò al suo massimo splendore nell'ultimo sprazzo della Grecia come potenza autonoma. Nel 243 a.C., col sostegno di Tolomeo III impegnato nella terza guerra siriaca, Arato aveva liberato Corinto, mentre nel 229 a.C. riuscì a farsi consegnare dai Macedoni il Pireo ed altri territori dell'Attica.
Alla fine della cosiddetta guerra cleomenea (228-222 a.C.), tra la lega achea e Sparta, dopo essere stato ripetutamente sconfitto da questi ultimi, si alleò cogli storici nemici Macedoni, guidati dal reggente Antigono III Dosone e sconfisse gli Spartani nella battaglia di Sellasia, portando così i Macedoni al dominio sul Peloponneso. Secondo la tradizione Arato fu avvelenato da un sicario di Filippo V, successore di Antigono III.

## Biografia

### Origini
Secondo la testimonianza di Plutarco, Arato era il figlio di Clinia, uno dei due magistrati, assieme a Timoclida, che si trovavano al governo della polis di Sicione dopo l'abbattimento del tiranno Cleone. Morto Timoclida per cause naturali, il cittadino Abantida, desideroso di diventare tiranno della città, uccise Clinia e diversi suoi familiari (264 a.C.). Arato, che all'epoca aveva sette anni, riuscì per caso a fuggire e a rifugiarsi a casa della zia Soso, cognata del padre e sorella dello stesso Abantida. Soso nascose in casa il piccolo e successivamente, approfittando della notte per sfuggire ai sicari del nuovo tiranno, lo inviò di nascosto ad Argo in modo che venisse cresciuto da alcuni amici di Clinia..
Plutarco testimonia che Arato crebbe nell'odio per i tiranni, che avevano sterminato la sua famiglia, tanto che all'età di venti anni (251 a.C.) si preparò a liberare la sua città dai tiranni. Nel frattempo, Abantida era stato assassinato da due suoi oppositori, Dinia e Aristotele il Dialettico, che avevano approfittato dell'interesse che aveva il tiranno per la filosofia e lo avevano ucciso mentre effettuava una discussione filosofica in piazza. Il potere era stato quindi preso dal padre di Abantida, di nome Pasea, che a sua volta era stato assassinato a tradimento da un nuovo tiranno, Nicocle.

### Liberazione di Sicione

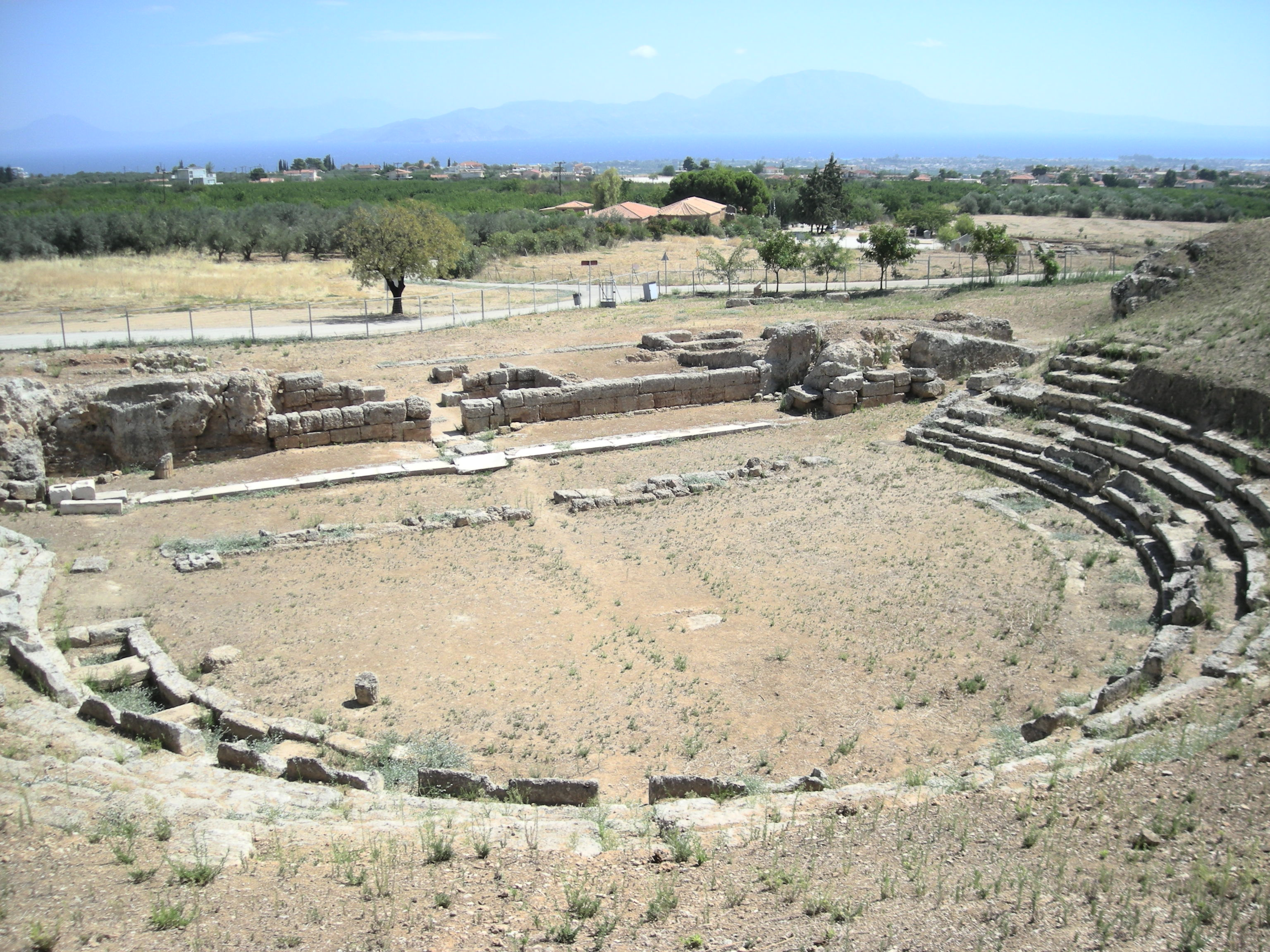
Rovine del teatro di Sicione.

Plutarco, che utilizza le Memorie di Arato come fonte, fa un racconto dettagliatissimo della prima impresa del futuro stratego: la liberazione della sua città natale dal tiranno Nicocle. Secondo la testimonianza dello storico di Cheronea, Arato decise di entrare a sorpresa a Sicione sfruttando un tratto delle mura che era particolarmente basso all'interno della città. Questa preziosa informazione gli era stata fornita dal fratello del suo amico Senocle, che proprio scavalcando quel tratto di mura era riuscito a fuggire da Sicione, dopo essere evaso dal carcere dove si trovava prigioniero.
Nicocle aveva inviato delle spie ad Argo per sorvegliare Arato, ma questi riuscì a trarli in inganno fingendo di interessarsi solamente a feste e banchetti. Fatte invece costruire delle scale pieghevoli dall'artigiano Eufranore, armati una trentina dei suoi servi ed assoldati alcuni mercenari, Arato e suoi compagni si recarono prima a Nemea e di qui si diressero di notte verso Sicione, sfruttando l'oscurità. Nel frattempo, Cafisia, uno degli amici del futuro stratego, avrebbe dovuto rinchiudere nella sua casa il giardiniere che abitava nei pressi di quel tratto di mura, per evitare che desse l'allarme. Plutarco racconta che Arato era preoccupato dei cagnolini del giardiniere perché, pur molto piccoli, erano particolarmente combattivi e rumorosi.
Cafisia riuscì facilmente a catturare il giardiniere, ma i cagnolini gli sfuggirono e si misero a ad abbaiare e a correre di fianco a coloro che stavano trasportando le scale. Nonostante il rumore dei cani, Arato e poco più di quaranta dei suoi compagni riuscirono, non visti dalle sentinelle, a salire silenziosamente sulle scale montate a ridosso delle mura e a penetrare nella città. Raggiunto in fretta il quartier generale, Arato e i suoi compagni colsero di sorpresa i mercenari nel sonno e li catturarono tutti senza spargimento di sangue. Nel frattempo si era fatto ormai giorno ed Arato fece proclamare dall'araldo la liberazione di Sicione (251 a.C.):
(Plutarco, Vite parallele: Arato, 4,5.)
Arrivati poi alla casa del tiranno, la incendiarono e la saccheggiarono, mentre Nicocle riusciva a salvarsi fuggendo da un passaggio segreto. Plutarco sottolinea come nella presa di Sicione non vi fu alcuna vittima, né tra i patrioti di Arato né tra i fautori del tiranno.

### Adesione alla lega achea ed alleanza con Tolomeo II

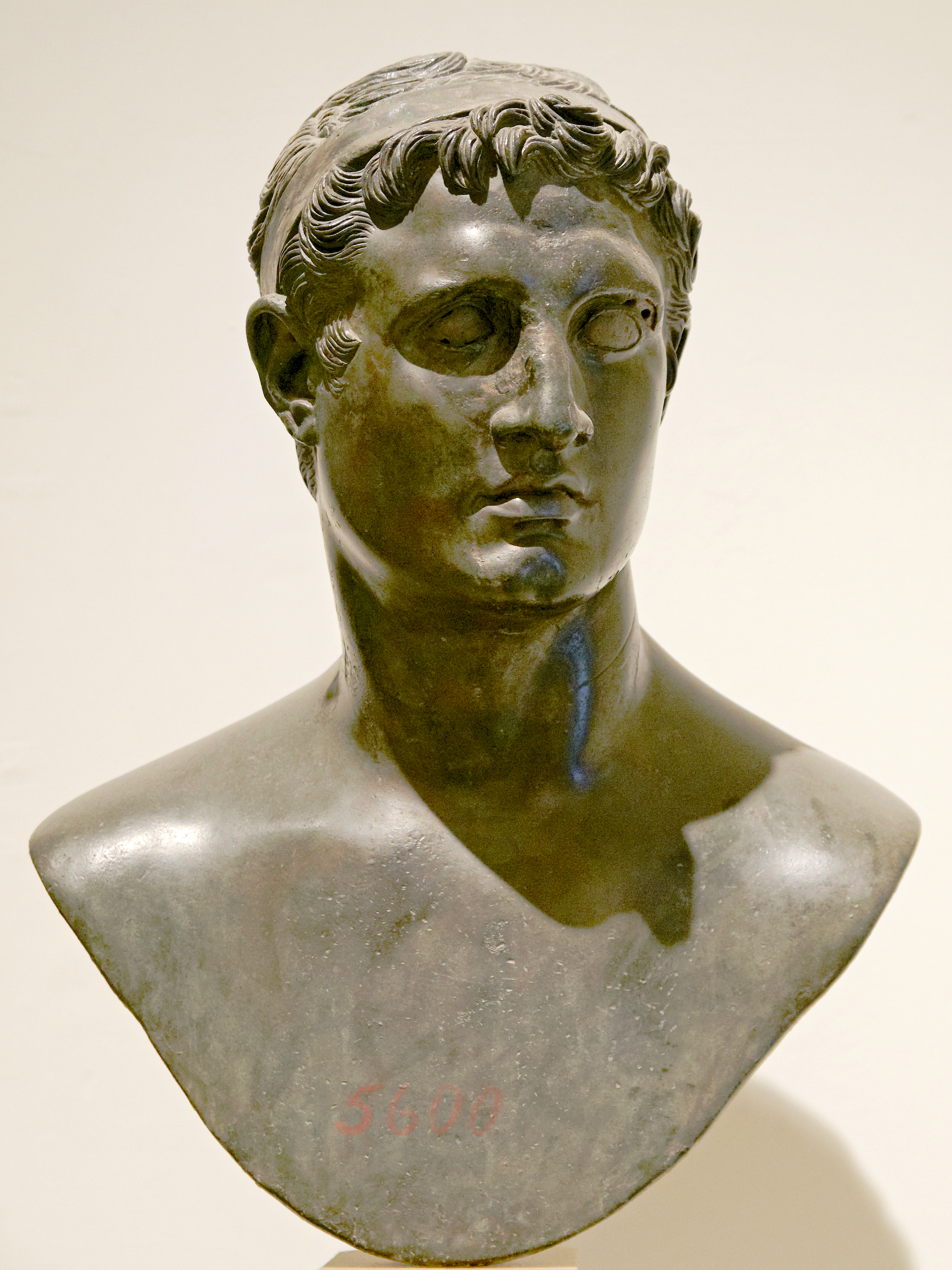
Tolomeo II (Museo archeologico nazionale di Napoli)

Liberata Sicione, Arato si trovò subito di fronte a due gravi problemi: prima di tutto gli esuli, rientrati in città, pretendevano di rientrare in possesso dei loro beni che il tiranno aveva ridistribuito ad altri cittadini. Inoltre, la città si trovava isolata e sarebbe quindi stata una facile preda del re di Macedonia Antigono II Gonata, che non vedeva di buon occhio le città democratiche ma preferiva governi tirannici che riusciva a controllare meglio.
Arato decise quindi di far uscire Sicione dal suo isolamento facendola entrare nella lega achea, nonostante la differenza etnica. I Siconi erano infatti di stirpe dorica e non achea.
Arato si recò poi da Tolomeo II, re d'Egitto, per ottenere gli aiuti finanziari necessari per rimborsare gli esuli dall'alienazione dei loro beni. Plutarco testimonia che il viaggio in Egitto fu molto avventuroso perché la nave di Arato fu spinta dai temporali ad Andro, isola filo-macedone, dove fu presa dai nemici. Ma Arato, accompagnato dal suo amico Timante, riuscì a nascondersi in un bosco, dove rimase fino a quando riuscì ad imbarcarsi su una nave romana in transito e diretta in Siria. Convinto il comandante a dirottare la nave verso la Caria, da qui si imbarcò per l'Egitto, dove incontrò Tolomeo e lo convinse ad elargirgli la somma necessaria per la pacificazione delle controversie nella sua città.

### Liberazione di Corinto

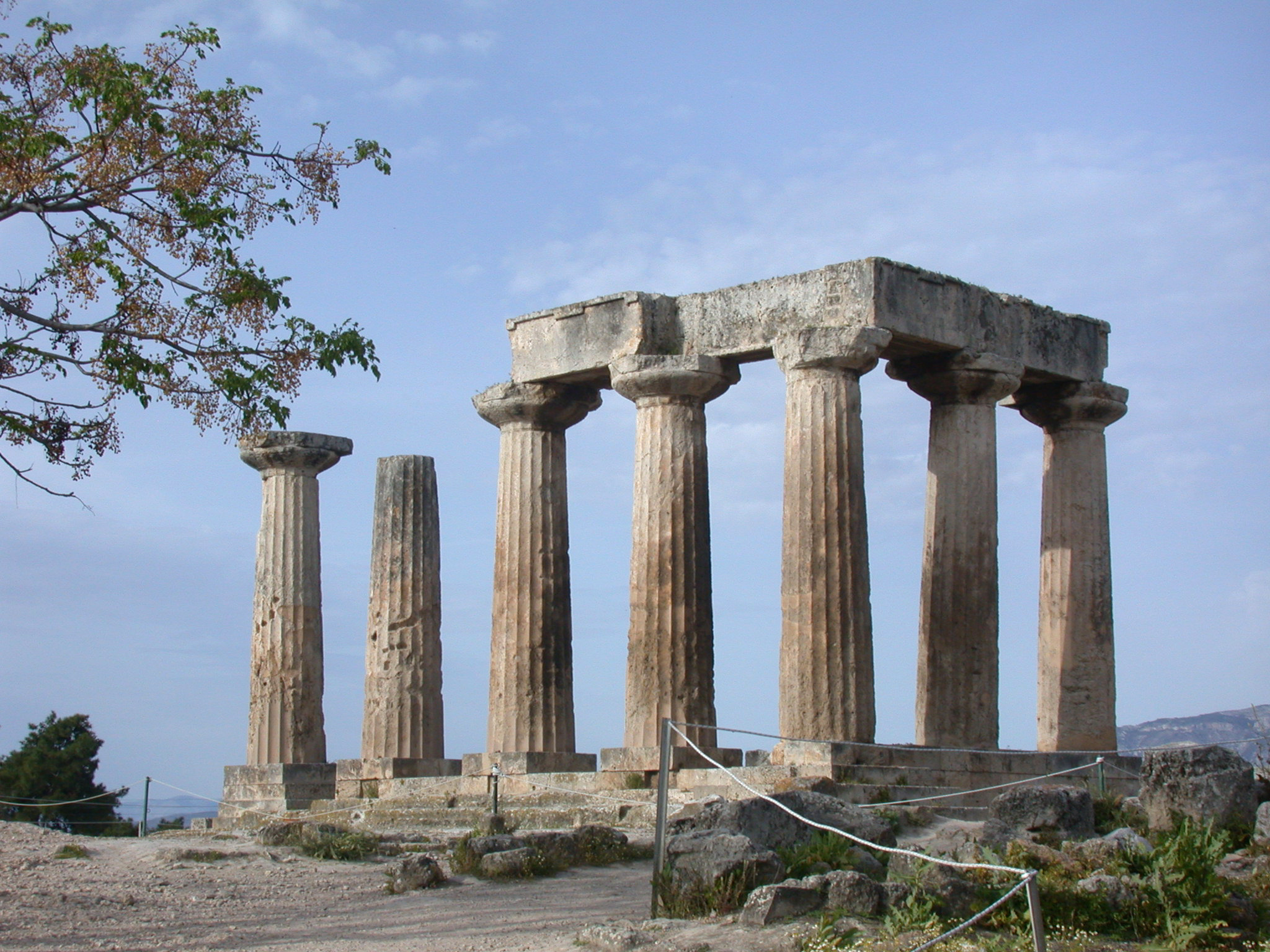
Tempio di Apollo a Corinto.

Arato fu eletto stratego della lega achea per la prima volta nel 245 a.C.. Durante il suo mandato, si alleò con la Beozia nella guerra contro la lega etolica, ma arrivò in ritardo alla battaglia di Cheronea, nella quale i Beoti furono sconfitti e trovarono la morte lo stesso beotarco Abeocrito con mille soldati.
L'anno successivo Arato fu di nuovo eletto stratego e, con quattrocento uomini, liberò Corinto dalla guarnigione filo-macedone (243 a.C.). Le modalità di presa della città furono simili alla liberazione di Sicione: mentre otto dei suoi uomini, travestiti da viandanti, uccidevano le sentinelle, Arato e i suoi, avvicinatisi alla città a piedi nudi per non far rumore, portarono le scale pieghevoli e scavalcarono le mura, penetrando a sorpresa nella città. Affrontati e sconfitti i mercenari di Archelao, il comandante della guarnigione macedone, conquistò la rocca di Acrocorinto, liberando la città, che era in mano al regno di Macedonia fin dal 337 a.C.
Dopo aver lasciato andare Archelao, Arato si impadronì di Lecheo, il porto di Corinto, dove requisì 25 navi di Antigono e mise in vendita tutti i beni macedoni, tra i quali cinquecento cavalli e quattrocento schiavi.

### Annessione di Megalopoli e di Argo

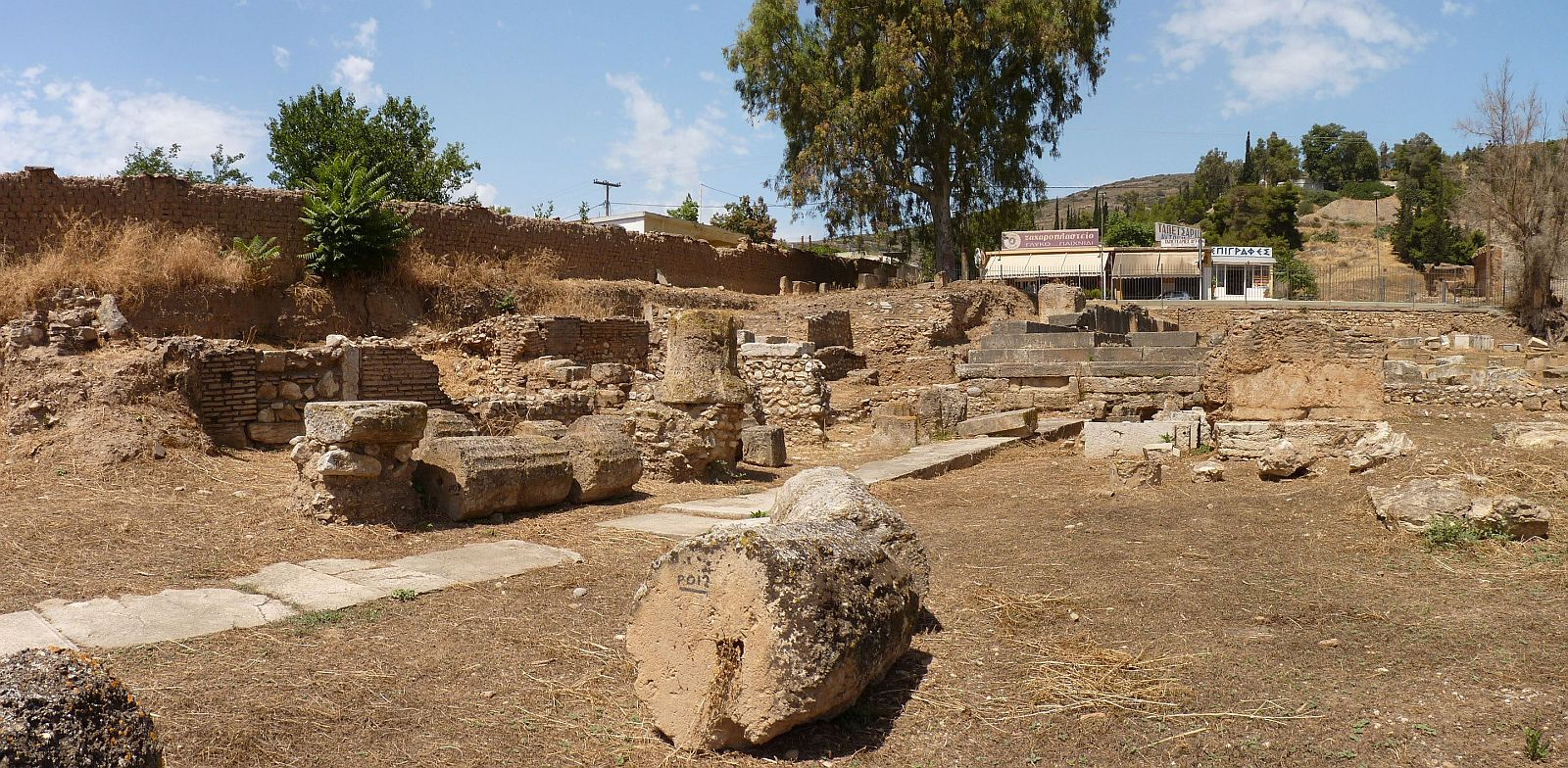
Rovine dell'agorà di Argo.

Conquistata Corinto, negli anni successivi, durante i quali fu più volte eletto stratego della lega achea, Arato tentò più volte di liberare Argo dai tiranni. Dapprima tentò di uccidere il tiranno Aristomaco il Vecchio con un attentato. Inviò infatti ad Argo alcuni uomini travestiti da mercanti e con un piccolo pugnale nascosto tra le merci (era infatti vietato introdurre armi in città) ma l'attentato fallì perché i sicari furono in disaccordo fra loro. Successivamente, quando Aristomaco fu ucciso da uno schiavo e si impadronì del potere Aristippo, Arato mosse guerra contro quest'ultimo ma non trovò nessun appoggio da parte degli Argivi che, ormai abituati alla tirannide, non fecero nulla per agevolare lo stratego della lega achea..
Arato tentò allora un attacco a sorpresa scavalcando le mura come aveva fatto a Sicione e a Corinto, ma ancora una volta non incontrò alcun aiuto da parte argiva e, ferito ad una gamba, dovette fuggire. Lo stratego decise allora di affrontare il nemico in campo aperto ma fu sconfitto presso il fiume Carete e si ritirò.
Finalmente, Arato riuscì ad avere la meglio su Aristippo quando quest'ultimo mosse guerra contro Cleone, città del Peloponneso tra Argo e Corinto, che Arato stesso aveva da poco fatto entrare nella Lega Achea. Lo stratego infatti aveva portato di nascosto il suo esercito dentro Cleone all'insaputa di Aristippo e, quando quest'ultimo attaccò la città, fu colto di sorpresa dalla superiorità numerica degli Achei e fu sconfitto, trovando egli stesso la morte in battaglia.
Arato riuscì così a sconfiggere ed eliminare il suo avversario, ma non la città di Argo, perché Aristomaco il Giovane, fratello del tiranno ucciso, riuscì a conservare il potere. Nel 229 a.C., con l'aiuto di Lidiada, Arato riuscì però a convincere il nuovo tiranno a rinunciare spontaneamente al potere e ad annettere Argo alla lega achea.
Lidiada era stato a sua volta il tiranno di Megalopoli ed era stato convinto dallo stesso Arato ad abdicare nel 234 a.C. circa, annettendo anche questa città alla lega achea.

### Alleanza con gli Etoli e liberazione dell'Attica
Alleatosi con la lega etolica, Arato decise di liberare anche Atene dalla guarnigione macedone che la occupava. Cercò più volte invano di prendere il Pireo e dopo uno di questi tentativi si ruppe una gamba mentre era in fuga.
Quando Antigono II morì e Demetrio II salì sul trono di Macedonia (239 a.C.), Arato cercò lo scontro campale coi Macedoni, ma fu sconfitto a Filacia da Biti, il generale di Demetrio, e si sparse addirittura la voce che lo stesso stratego fosse morto, tanto che Diogene, il comandante della guarnigione macedone, inviò a Corinto dei messaggeri per comunicare la notizia, suscitando però l'ilarità degli Achei, dato che lo stesso Arato si trovava proprio a Corinto al momento dell'arrivo degli inviati di Diogene.
Alla morte di Demetrio (229 a.C.), gli Ateniesi erano ormai maturi per rendersi indipendenti dai Macedoni, ed Arato riuscì a convincere Diogene a consegnargli il Pireo, Munichia, Salamina e i Capo Sunio in cambio di 150 talenti, dei quali 20 sborsati dallo stesso Arato. In conseguenza di ciò, diverse città dell'Attica aderirono o si allearono con la lega achea.

### Guerra cleomenea

La Grecia al tempo della guerra cleomenea.

Quando la lega achea si trovava ormai all'apice della sua potenza, dovette affrontare una guerra contro Sparta, la cosiddetta guerra cleomenea (228-222 a.C.).
Il re di Sparta Cleomene III, infatti, aveva approfittato di alcuni incidenti avvenuti con gli Achei al confine con l'Arcadia per muovere guerra contro la lega stessa. Il motivo per il quale Cleomene aveva scatenato la guerra, secondo Plutarco, era il fatto che il re di Sparta intendeva imporre delle sostanziali riforme alla città e riteneva più opportuno realizzarle in tempo di guerra, forte dei poteri militari che esercitava, piuttosto che in tempo di pace, quando gli efori avevano invece il pieno controllo politico.
Aristomaco, l'ex tiranno di Argo che era stato nominato stratego della lega nel 228 a.C., si preparò alla battaglia contro Cleomene ma Arato lo costrinse al ritiro, nonostante la schiacciante superiorità numerica degli Achei.
Successivamente, Cleomene sconfisse Arato nella battaglia del Monte Liceo (227 a.C.) In quell'occasione si sparse la voce che lo stesso Arato fosse morto, come era avvenuto anni prima nella battaglia di Filacia contro i Macedoni. Lo stratego della lega, invece, approfittò dell'effetto sorpresa per strappare Mantinea agli Spartani.
Nell'estate dello stesso anno, Cleomene sbaragliò di nuovo l'esercito acheo a Ladocea, uccidendo in battaglia lo stratego Lidiada, ex tiranno di Megalopoli.
Dopo aver preso Mantinea e Tegea, nell'autunno del 226 a.C. Cleomene sconfisse Arato ed Iperbata, stratego in carica quell'anno, a Dime, restaurando così l'egemonia spartana sul Peloponneso. La sconfitta di Arato fu così disastrosa che, fino al (224 a.C.), le fonti antiche non danno più notizia di movimenti di truppe achee ma solo di guarnigioni di stanza nelle varie città, a dimostrazione che le truppe della lega erano state annientate.
Dopo la sconfitta di Dime, Arato si ritirò temporaneamente dalla guida della lega, suscitando lo sdegno di Plutarco, che lo paragona ad un comandante che abbandona la sua nave.

### Alleanza coi Macedoni

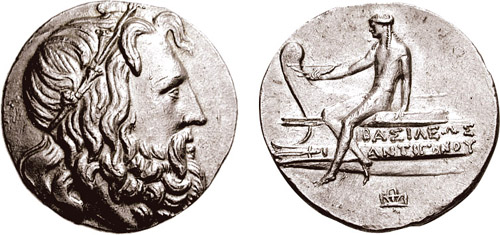
Ritratto monetale di Antigono III.

Gli Achei invitarono Cleomene a trattare la pace a Lerna ma il re spartano non poté parteciparvi per una malattia improvvisa (225 a.C.). Arato approfittò della situazione per accordarsi coi suoi storici nemici, i Macedoni, contro i quali aveva lottato per più di venti anni. Arato, che quell'anno ebbe il mandato eccezionale di "stratego autocrate", inviò al nuovo re Antigono III Dosone due cittadini megalopoliti, Nicofane e Cercida, come ambasciatori. I due avevano una missione duplice: una ufficiale, ovvero chiedere il sostegno alla città di Megalopoli, ed una segreta, ovvero chiedere al re se era disposto ad intervenire nel conflitto al fianco della stessa lega achea, nel caso Arato l'avesse ritenuto opportuno.
Tornati dall'ambasceria, Nicofane e Cercida presentarono all'assemblea della lega il risultato della loro missione ufficiale, ovvero la risposta favorevole di Antigono a sostenere Megalopoli. L'assemblea si espresse in modo favorevole ma Arato a sorpresa fece invece respingere l'offerta del re. In realtà, Arato aveva stipulato un accordo segreto coi suoi storici avversari e, forte di questa alleanza, fece annullare la seconda conferenza di pace, che avrebbe dovuto avere luogo ad Argo.
Cleomene decise quindi di continuare la guerra, conquistando la stessa Argo con l'aiuto di Aristomaco, che aveva lasciato gli Achei per allearsi con lui. Successivamente il re di Sparta prese Fliunte, Cleone e Corinto, con l'esclusione della rocca di Acrocorinto, dove rimase una guarnigione achea.
Nel frattempo, Arato fece ratificare l'alleanza tra la Lega achea e la Macedonia (224 a.C.) ed Antigono si preparò per la discesa in Grecia. Nel corso delle trattative, Arato aveva coinvolto il figlio, Arato di Sicione il Giovane, che inviò in Macedonia probabilmente in due missioni distinte, la prima nelle fasi preliminari, con la missione di concludere l'accordo con Antigono, come testimoniato da Polibio, e la seconda nella primavera nel 224 a.C., quando ormai l'alleanza era stata approvata, come ostaggio a garanzia della fedeltà della Lega achea, come testimoniato da Plutarco.

### Intervento macedone e vittoria contro Sparta

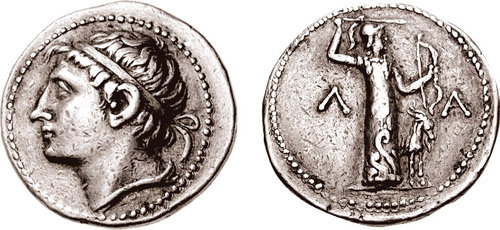
Tetradracma del III secolo a.C. raffigurante Cleomene III sul diritto ed Artemide Orthia sul rovescio.

Nel 224 a.C. Antigono III Dosone, alla testa del suo esercito, scese nel Peloponneso al fianco della lega achea. Cleomene cercò di stancarlo con una tattica di guerriglia, con lo scopo di far esaurire al nemico le scorte alimentari. Gli arrivò però improvvisamente la notizia della ribellione di Argo, che tentò invano di riconquistare.
Antigono invece conquistò Tegea, Orcomeno e Mantinea, mentre Cleomene radeva al suolo Megalopoli, suscitando lo sdegno di tutta la Grecia, dato che aveva distrutto completamente una delle città più importanti del Peloponneso (223 a.C.)..
Nel 222 a.C., nella piana di Sellasia, in Laconia, i due eserciti si affrontarono in battaglia campale (battaglia di Sellasia). Gli Acheo-macedoni disponevano di quasi trentamila opliti e mille cavalieri, mentre il re di Sparta aveva a disposizione ventimila opliti, di cui seimila Spartani, e seicento cavalieri.
La disfatta spartana fu completa: secondo la testimonianza di Plutarco, dei seimila soldati lacedemoni, ne sopravvissero solo duecento, ed anche i mercenari al servizio di Sparta furono decimati. In battaglia morì anche Euclida, fratello e collega al trono di Cleomene, mentre quest'ultimo riuscì a fuggire ad Alessandria, dove fu accolto dal re d'Egitto Tolomeo III Lì visse per tre anni in una condizione di prigionia dorata, fino al suicidio dopo un estremo tentativo di ribellione (219 a.C.).
L'esercito acheo-macedone entrò in Sparta senza che vi fosse opposta alcuna resistenza, conquistandola per la prima volta dopo la sua fondazione, avvenuta circa mille anni prima. I vincitori si comportarono con estrema mitezza con gli Spartani, chiedendo solo l'abolizione della diarchia e l'istituzione di una repubblica fedele al regno di Macedonia.

### Sostegno ai Macedoni e fine
Il prezzo che gli Achei dovettero pagare per aver chiesto aiuto ad Antigono fu alto, perché i Macedoni tornarono di fatto a controllare il Peloponneso. Corinto fu infatti ceduta al re di Macedonia, ad Orcomeno si insediò una guarnigione macedone e Mantinea fu addirittura rifondata col nome di Antigonea, dopo che tutti i suoi abitanti furono uccisi o venduti come schiavi, inclusi le donne e i bambini. Inoltre, Antigono fece restaurare tutte le statue dei tiranni che gli Achei avevano abbattuto, e fece invece distruggere le statue dedicate a chi aveva eliminato i tiranni, con l'eccezione di quelle di Arato.
Pochi giorni dopo la battaglia di Sellasia, Antigono dovette tornare in Macedonia per affrontare un'invasione illirica, ma inviò nel Peloponneso l'erede al trono, Filippo V. Dopo aver sconfitto gli Illiri, Antigono morì e Arato dovette ricorrere di nuovo all'aiuto del nuovo re, che era salito al trono all'età di soli diciassette anni, per una guerra scoppiata contro la lega etolica contro la Messenia, che faceva parte della lega achea.
Filippo V all'inizio si dimostrò in un primo momento un fedele e rispettoso alleato di Arato, ma successivamente i due vennero in contrasto, sia per motivi politici che privati. Da una parte, infatti, Filippo V evitò di sostenere Arato nelle successive elezioni a stratego della lega e preferì non coinvolgerlo nella spedizione in Epiro, dall'altra aveva una relazione, durata per lungo tempo, con Policrazia, la nuora di Arato (la moglie di Arato di Sicione il Giovane), relazione della quale Arato era a conoscenza ma non il figlio.
Non sopportando ormai più la scomoda personalità di Arato, Filippo V decise di eliminarlo e lo fece avvelenare dal suo amico Taurione, mediante un veleno che faceva effetto a poco a poco. Arato era ben consapevole di stare per morire e chi fosse il mandante dell'assassinio, tanto che, secondo la testimonianza di Plutarco, una volta confidò ad un amico il motivo della sua lenta ed inesorabile malattia:
(Plutarco, Vite parallele: Arato, 52)
Arato morì ad Egio nel 213 a.C., mentre esercitava per la diciassettesima ed ultima volta la carica di stratego. Filippo fece avvelenare anche il figlio, che morì lo stesso anno.

## Opere
Arato lasciò le sue Memorie, delle quali sopravvivono solo sei frammenti, riportati da Plutarco nelle Vite di Agide, Cleomene ed Arato. Tale opera autobiografica, che riportava gli eventi sino al termine della guerra cleomenea, fu utilizzata come fonte da Polibio per scrivere il secondo libro delle Storie e da Plutarco per scrivere la Vita di Arato fino al capitolo 46. Plutarco contrappone le Memorie di Arato alle Storie (anch'esse perdute) di Filarco, che lo stesso storico di Cheronea utilizza come fonte principale per le Vite di Agide e di Cleomene, testimoniando come Filarco avesse un atteggiamento fortemente ostile allo stratego della lega achea, mentre quest'ultimo, nella sua opera, aveva un intento autoapologetico. Plutarco testimonia inoltre come le Memorie fossero appunti scritti in maniera frettolosa, senza molta attenzione alla scelta della parole utilizzate.

## Testimonianze
Cicerone, in un celebre passo del De officiis, tesse le lodi di Arato perché, dopo aver liberato la città dalla tirannide, riuscì a conciliare gli interessi degli esuli richiamati in patria con quelli dei cittadini che erano entrati in possesso dei loro beni.